# Лопатин, Николай Алексеевич
Николай Алексеевич Лопатин — советский хозяйственный, государственный и политический деятель.

## Биография
Родился в 1924 году в селе Царицыно. Член КПСС.
С 1946 года — на хозяйственной, общественной и политической работе. В 1946—1993 гг. — ассистент на кафедре организации и механизации гидромелиоративных работ Омского сельскохозяйственного института им. С. М. Кирова, старший инженер, заместитель главного инженера, главный
инженер во всесоюзном тресте «Гидромеханизация», начальник Мингечаурского строительно-монтажного управления, начальник Сталинградского
СМУ на строительстве Волжской ГЭС, управляющий Всесоюзным трестом «Гидромеханизация», начальник Главгидроэнергостроя Минэнерго СССР, советник по экономическим вопросам Посольства СССР в Арабской Республике Египет, заместитель министра энергетики и электрификации СССР по вопросам внешней торговли и внешних экономических связей, главный редактор журнала «Гидротехническое строительство».
Умер в Москве в 2003 году.